# Giovan Battista Martinetti
Giovan Battista Martinetti, né le 24 décembre 1764 à Bironico et mort le 10 octobre 1830 à Bologne, est un architecte italo-suisse.

## Biographie
Giovan Battista Martinetti naît le 24 décembre 1764 à Bironico, dans le canton du Tessin. Dès l'âge de onze ans, il va étudier à Bologne, où il trouve un protecteur, le marquis Jacopo Zambeccari. Après avoir fait des études de mathématiques, il s'installe dans cette ville et est rapidement chargé de travaux importants. Le conseil municipal de Bologne en fait son architecte rattaché et le gouvernement pontifical son inspecteur du génie. Parmi les nombreux édifices qu'il construit, les principaux sont le collège Montalto, la villa Spada, bâtie pour le marquis Zambeccari, et la villa Aldini, sur la colline Adel-Monte, près de Bologne. Il conçoit également, à Rome, l'abattoir près du forum de Flaminius. Martinetti est membre d'un grand nombre de sociétés savantes de l'Italie. Il meurt le 10 octobre 1830. Il n'avait publié que trois mémoires concernant les défauts des voitures, la culture des pommes de terre et les herbes fourragères. Ses écrits les plus importants restent manuscrits.